# Hinko Jenull
Hinko Jenull, slovenski pravnik in politik, * 18. junij 1952.
Med 21. decembrom 2000 in 20. novembrom 2003 je bil državni sekretar Republike Slovenije na Ministrstvu za pravosodje Republike Slovenije.
24. julija 2003 je bil imenovan za vrhovnega državnega tožilca na Vrhovnem državnem tožilstvu Republike Slovenije.